# John Mordaunt
Ne doit pas être confondu avec John Mordaunt, homme politique de la fin du XVe siècle.
Le général Sir John Mordaunt, Chevalier de l’ordre du bain (1697 - 23 octobre 1780) est un soldat anglais et membre du parti conservateur, fils du lieutenant-général Harry Mordaunt et de Margaret Spencer.

## Début de carrière militaire
À l’âge de 24 ans, il intègre l’armée anglaise, puis est promu capitaine du 3rd Dragoon Guards en 1726 et enfin capitaine et lieutenant-colonel du 3rd Foot Guards en 1731.
En parallèle, il mène une carrière politique au sein des parlements locaux de Pontefract (1730-1734), Whitchurch (1735-1741) et Cockermouth (1741-1768). Il y fut un conservateur acharné et un partisan de Robert Walpole.

## Guerre de succession d’Autriche
Le 8 décembre 1742, il est promu colonel du Royal Regiment of Ireland et envoyé en 1744 sur le continent pour protéger la Hollande contre l’invasion française lors de la guerre de succession d’Autriche. Rappelé en 1745 pour mater la révolte jacobite, il est promu brigadier-général et va s’illustrer aux batailles de Falkirk (1746) et Culloden (1746).
De retour en Europe en 1747 en tant que colonel du 12th Royal Lancers, il se fait encore remarqué à la bataille de Lauffeld et devient chevalier de l’ordre du bain à la fin de la guerre de succession d’Autriche. Il est alors nommé gouverneur de Sheerness en 1752.

## La guerre de Sept Ans et l'échec de Rochefort

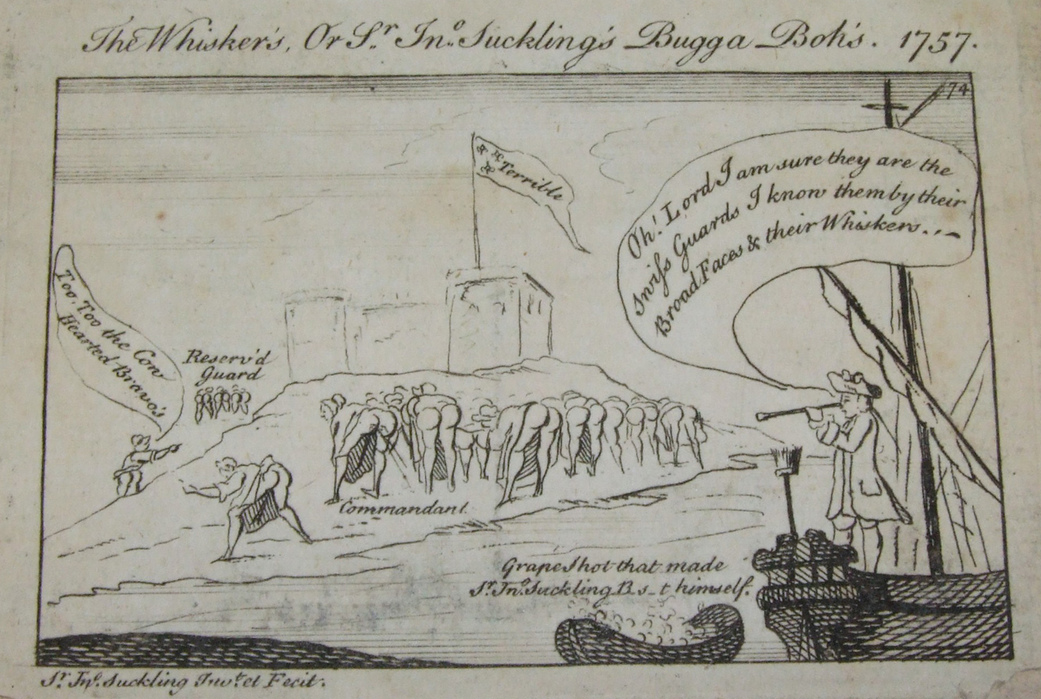
Caricature anglaise se moquant de John Mordaunt après son échec devant Rochefort en 1757.

Au début de la guerre de Sept Ans, il est nommé responsable de l’entrainement des troupes anglaises à Blanford. L’année suivante (1757), il est choisi comme commandant pour diriger un raid sur Rochefort, le grand arsenal français en Charente. La flotte est commandée par Sir Edward Hawke et Sir Charles Knowles. L’expédition comporte 31 vaisseaux de guerre, 49 bâtiments de transports pour véhiculer 10 bataillons. Mordaunt est assez dubitatif sur cette idée et craint que les renseignements disponibles (qui datent de 1754) ne soient obsolètes. Cependant, le projet est poussé à William Pitt et Mordaunt ne peut qu’obéir.

La flotte part d’Angleterre le 6 septembre 1757 et capture l’Île-d'Aix le 21 septembre. Cependant, comme craint, la défense de Rochefort est plus élaborée et des bancs de sable rendent nécessaire un débarquement par barque sur les 2 derniers kilomètres. Devant ces difficultés, Mordaunt et ses confrères décident d’annuler l’attaque le 25 septembre. Cependant, le 28 septembre, un deuxième conseil de guerre décide de tenter un débarquement de nuit sur les forts gardant l’embouchure de la Charente, Mordaunt devant diriger personnellement les premiers assauts. Malheureusement pour le commandant anglais, un fort vent empêche ce plan d’aboutir et Hawke décide de rentrer en Angleterre. Mordaunt n’a d’autre choix que de rembarquer.
Furieux de l’échec de cette expédition, William Pitt, avec l’appui du roi George II, forme une commission d’enquête afin de trouver des responsables. Cette commission conclut que l’expédition aurait dû être menée à son terme et que les défenses de Rochefort n’étaient en aucun cas imprenables. En conséquence, Mordaunt, est jugé en cour martiale en décembre 1757. Acquitté de l’accusation de désobéissance, il est néanmoins relevé de son commandement et du poste de gouverneur de Sheerness.

## Fin de carrière
Par la suite, Mordaunt n’occupera plus jamais de commandement opérationnel. Il sera néanmoins nommé général en 1770 et gouverneur de Berwick-upon-Tweed de 1778 jusqu'à sa mort en 1780.
Il ne s’est jamais marié et n’a eu aucun enfant.